# Гимнокалициум Андре
Гимнокалициум Андре (лат. Gymnocalycium andreae) — кактус из рода Гимнокалициум.

## Описание
Стебель шаровидный, тёмно-зелёный, мягкий, незначительно околюченный. Иногда образует боковые побеги и с возрастом формирует группы до 10 см шириной. Рёбра плоские.
Цветки 3,5 см в диаметре, шелковистые, ярко-жёлтые. Это один из немногих желтоцветковых видов рода.

## Распространение
Встречается в аргентинской провинции Кордова.